# Hrvatski nogometni kup (Gradišće)
Hrvatski nogometni kup je nogometno natjecanje gradišćanskih Hrvata.
Održava se svake godine od 1989. Dugogodišnji organizator ovog kupa je Mate Kliković, dugogodišnjeg tajnika Hrvatskog kulturnog društva, koji je i "duhovni otac Hrvatskog nogometnog kupa" Od samog početka u kupskom odboru su Hanzi Karall iz Maloga Borištofa, načelnik Hanzi Balogh iz Fileža, Robert Mihalić iz Pajngrta kao i dugoljetni direktor OŠ Karl Kovač iz Nove Gore.

## Dosadašnje završnice
1988/89.: SV Nova Gora - ASK Pajngrt 5:3

1989/90.: Filež - Klimpuh 1:1 (4:3)

1990/91.: ASK Pajngrt - Klimpuh 0:1

1991/92.: Uzlop - Nova Gora 0:0 (7:6)

1992/93.: Klimpuh - Nova Gora 0:1

1993/94.: Klimpuh - Nova Gora 3:0

1994/95.: Filež - ASK Pajngrt 2:4

1995/96.: Trajštof - ASK Pajngrt 1:1 (3:4)

1996/97.: Klimpuh - ASK Pajngrt 2:0

1997/98.: Nova Gora - Klimpuh 2:0

1998/99.: Cogrštof - Nova Gora 1:5

1999/00.: Mali Borištof - Nova Gora 2:0

2000/01.: ASK Pajngrt - Cogrštof 4:0

2001/02.: Cindrof - ASK Pajngrt 2:0

2002/03.: Nova Gora - Klimpuh 0:0 (4:3)

2003/04.: Pandrof - Cindrof 3:1

2004/05.: Nova Gora - Pandrof 0:2

2005/06.: Pandrof - Nova Gora 6:1

2006/07.: 

2007/08.: 

2008/09.: 

2009/10.: 

2010/11.: 

2011./12.: ASKÖ Stinjaki - SC/ESV Pandrof 2:1 (2:1)

2012./13.: ASV Rasporak - SV Otava 7:0 (2:0)

2013./14.: nije održano

2014./15.:

## Vječna ljestvica
(stanje nakon 2005./06.)
| Klub          | Broj naslova | Godine osvajanja                       |
| ------------- | ------------ | -------------------------------------- |
| Nova Gora     | 4            | 1988/89., 1997/98., 2002/03., 2004/05. |
| Klimpuh       | 3            | 1992/93., 1993/94., 1996/97.           |
| Filež         | 2            | 1989/90., 1994/95.                     |
| Pandrof       | 2            | 2003/04., 2005/06.                     |
| Pajngrt       | 1            | 1990/91.:                              |
| Uzlop         | 1            | 1991/92.                               |
| Trajštof      | 1            | 1995/96.                               |
| Cogrštof      | 1            | 1998/99.                               |
| Mali Borištof | 1            | 1999/00.,                              |
| Cindrof       | 1            | 2001/02.                               |

## Vanjske poveznice
- HKD Hrvatsko kulturno društvo u Gradišću